# Pangrapta enigmaria
Pangrapta enigmaria är en fjärilsart som beskrevs av Swinhoe 1905. Pangrapta enigmaria ingår i släktet Pangrapta och familjen nattflyn. Inga underarter finns listade i Catalogue of Life.